# Jack Penn
Jack Penn, nacido el 14 de agosto de 1909 en Ciudad del Cabo y fallecido el 27 de noviembre de 1996, fue un cirujano plástico y reconstructivo, escritor y escultor sudafricano; también fue durante un tiempo miembro del Consejo del Presidente en Sudáfrica.

## Biografía
Jack Penn escribió algunos libros, principalmente de temas filosóficos, entre ellos se incluyen: Letters to my Son (1975) – misivas enviadas a su hijo John que, como él mismo, fue cirujano plástico y reconstructivo y trabajó como presidente del American Society for Aesthetic Plastic Surgery; The Right to Look Human: an autobiography (1976); Reflections on Life (1980); y To think is to live (nd).
Entre sus esculturas destaca un busto de Jan Smuts que se expone en la casa-museo de éste en Middleburg, en la provincia de Mpumalanga.